# Mother Love Bone
Mother Love Bone est un groupe américain de rock, originaire de Seattle, dans l'État de Washington. Bien que les chansons du groupe aient rapidement connu un franc succès, notamment grâce à son chanteur Andrew Wood, la mort de celui-ci peu avant la sortie du premier album en 1990 en fait un groupe éphémère. Malgré sa courte existence, Mother Love Bone aura une grande influence sur le développement du grunge dans les années 1990.

## Historique
Mother Love Bone est formé en 1987 à Seattle par Andrew Wood (ex-Malfunkshun), Stone Gossard, Jeff Ament et Bruce Fairweather, tous les trois issus du groupe Green River. Les quatre hommes jouaient depuis 1987 en compagnie de Regan Hagar (ex-Malfunkshun) dans un groupe de reprises appelé Lords of the Wasteland. Regan Hagar est remplacé par Greg Gilmore (ex-Skin Yard) au début de 1988.
Le groupe se met à composer et à tourner dans la région de Seattle, se taillant vite une solide réputation, notamment due aux prestations scéniques de son chanteur Andrew Wood. Au début de 1989, le groupe signe un contrat avec Mercury Records, une filiale du groupe PolyGram, qui, quant à lui, formera le label exclusif Stardog Records. En mars 1989 sort le premier EP cinq titres de Mother Love Bone, intitulé Shine, qui connait rapidement le succès. le groupe tourne régulièrement tout en composant des chansons pour l'enregistrement futur d'un album. Celui-ci est enregistré à la fin de l'année à San Francisco, Andrew Wood, pour être au meilleur de sa forme, ayant fait peu avant une cure de désintoxication afin de vaincre son addiction à l'héroïne. Malheureusement, le 16 mars 1990, quelques jours avant la sortie de l'album intitulé Apple, Andrew Wood meurt d'une overdose d'héroïne, ce qui met fin à la carrière du groupe,.
Le 14 avril 2010, les quatre membres restants de Mother Love Bone se réunissent pour la première fois (avec Shawn Smith au chant) pour une soirée Brad and Friends au Showbox de Seattle. Ils jouent Stardog Champion, Holy Roller, Gentle Groove et une reprise de Hold Your Head Up d'Argent. En 2016, la postérité de Mother Love Bone est célébrée avec la sortie d'un coffret triple CD intitulé On Earth as It Is: The Complete Works.

## Post-séparation
Très marqués par la mort de Wood, Jeff Ament et Stone Gossard sont contactés quelques mois plus tard par leur ami et membre de Soundgarden, Chris Cornell, pour participer à l'enregistrement d'un single dont il avait composé les deux titres, Say Hello 2 Heaven et Reach Down, à la mémoire de leur ami commun.
Les sessions de travail ensemble débouchent sur tout un album studio, intitulé Temple of the Dog (en référence à une ligne du titre de Mother Love Bone, Man of Golden Words), qui sortira en 1991. Outre Cornell, Ament et Gossard, participeront aussi Matt Cameron (Soundgarden), Eddie Vedder et Mike McCready (futurs Pearl Jam). En 1990, Ament, Gossard, McCready et Vedder formeront Pearl Jam avec Dave Krusen. De leur côté, Bruce Fairweather et Greg Gilmore joueront dans plusieurs groupes sans jamais connaitre le succès.

## Membres
- Andrew Wood - chant, piano
- Stone Gossard - guitare, chœurs
- Jeff Ament - basse
- Bruce Fairweather - guitare
- Greg Gilmore - batterie, percussions

## Discographie

### Album studio
- 1990 : Apple

### Singles et EP
- 1989 : Shine (EP)
- 1990 : Stardog Champion (single)
- 1990 : This is Shangrila (single)
- 1992 : Stardog Champion (single)
- 1992 : Capricorn Sister (single)

### Compilation
- 1992 : Mother Love Bone (compilation)